# ミッチェル湖 (カナダ)
ミッチェル湖 (Mitchell Lake) はカナダのオンタリオ州カワーサレイクスにある人造湖。
湖は20世紀はじめに作られた。トレント・セバーン水路の一部であり、運河により東のバルサム湖、西のカナル湖と繋がっている。バルサム湖からはオンタリオ湖へいたり、カナル湖からはタルボット川、シムコー湖などを経てヒューロン湖へ至る。標高256m。
湖ができる前は沼地の中をグラス川（現在はグラス・クリーク）が流れていた。川は南西から流れてきて現在の運河の場所に至り、運河と同じ流路をとり、再び北東へビクトリアロードと村のほうへ流れていた。そこからは現在と同じで（現在はダムにより制御されている）西へ向かってタルボット川に合流している。